# Val Müstair (commune)
Val Müstair est une commune suisse du canton des Grisons, dans la région d'Engiadina Bassa/Val Müstair. Elle a été créée le 1er janvier 2009 par suite de la fusion des communes de Fuldera, Lü, Müstair, Santa Maria Val Müstair, Tschierv et Valchava.

## Réserve de biosphère
Le 13 juin 2017, l'UNESCO reconnaît le Val Müstair comme UNESCO Biosfera Engiadina Val Müstair avec le Parc national suisse et la commune de Scuol. Ce programme concerne les principaux types d'écosystèmes et de paysages, il vise à conserver la biodiversité, promouvoir la recherche et le suivi, ainsi qu'à fournir des modèles de développement durable au service de l'humanité. La participation au réseau favorise les échanges entre régions et au niveau mondial. 
En pratique la vallée constitue une zone tampon et une zone de transition, en complément du Parc national suisse considéré comme une réserve naturelle intégrale (sans intervention humaine). En continuité directe avec le Parc National du Stelvio, le 2e plus grand parc d'Italie, il participe à une vaste aire protégée typique des Alpes centrales.

## Agriculture
La haute vallée est utilisée pour l'élevage, 80 % des fermes sont certifiées bio. Les produits (lait, viande, laine) sont transformés et valorisés dans la région par des entreprises artisanales.

Vue aérienne par (1954).

## Patrimoine
Des moines bénédictins fondent un monastère à Müstair vers 780. Dans l'église Saint-Jean, des peintures murales datées vers l'an 800 illustrent 40 scènes de la vie du Christ.

## Personnalités liées à la commune
- Donna Leon, écrivaine américaine, y habite.